# Chris Cox Megamix
"Chris Cox Megamix" é um megamix de canções gravadas pela cantora pop estado-unidense Britney Spears, realizado pelo DJ Chris Cox. A faixa está presente na edição limitada da compilação Greatest Hits: My Prerogative. A canção foi lançada apenas como um single promocional

## Produção
A gravadora Jive Records, a fim de promover a compilação "Greatest Hits: My Prerogative", pediu que o DJ e produtor Chris Cox , conhecido por seu trabalho com as cantoras Cher e Janet Jackson, criasse um megamix com os maiores sucessos de Spears até a época. O remix inclui as seguintes canções: "...Baby One More Time", "(You Drive Me) Crazy", "I'm a Slave 4 U", "Outrageous", "Oops!... I Did It Again", "Stronger", "Everytime", "Overprotected" e "Toxic". A versão do megamix para a rádio não contém as canções "Outrageous" e "Overprotected".

## Recepção
Christy Lemire do msnbc.com resumiu a faixa como "os maiores hits de Britney, encaixados em 5 apertados minutos e laçados com batidas no estilo dance".

## Promoção
Um videoclipe para promover a faixa foi lançado na edição DualDisc do álbum In the Zone (2005). Na mesma época, foram enviados CDs promocionais para as rádios contendo versões mais curtas da faixa.

## Faixas
| - CD Single Promocional 1. Chris Cox Megamix (Main) - 5:17 2. Chris Cox Megamix (Radio Edit) - 3:50 - CD Single Americano 1. Chris Cox Megamix (Radio Edit) - 3:50 | - CD/VCD Single Taiwanês 1. Chris Cox Megamix (Radio Edit) - 3:50 2. Chris Cox Megamix (Video) - 3:50 |

## 2
1. ↑  Pasco, Jean O. (6 de dezembro de 2004). «Good Luck Getting That Knife Near Electoral Pie». Los Angeles Times. Tribune Company. Consultado em 8 de março de 2010
2. 1 2  «Britney Spears - Chris Cox Megamix (song)». Swiss Singles Chart. Hung Medien. Consultado em 8 de março de 2010
3. ↑  Lemire, Christy (9 de novembro de 2004). «Britney's entirely premature greatest hits». msnbc.com. NBC Universal / Microsoft. Consultado em 8 de março de 2010
4. ↑  «In the Zone (DualDisc) > Overview». Rovi Corporation. Consultado em 8 de março de 2010